# Henry Hobart (1er baronnet)
Pour les articles homonymes, voir Henry Hobart.
Henry Hobart, 1er baronnet (v. 1560 – 29 décembre 1625), de Blickling Hall, est un homme politique anglais qui succède à Edward Coke au poste de juge en chef de la Cour des plaids communs.

## Biographie
Fils de Thomas Hobart et Audrey Hare et arrière-petit-fils de James Hobart, de Moks Eleigh, dans le Suffolk, qui est procureur général pendant le règne du roi Henry VII. Il poursuit cette vocation et est admis à Lincoln's Inn le 10 août 1575. Il est ensuite admis au barreau en 1584 et devient gouverneur de Lincoln's Inn en 1591. 

## Carrière juridique et politique

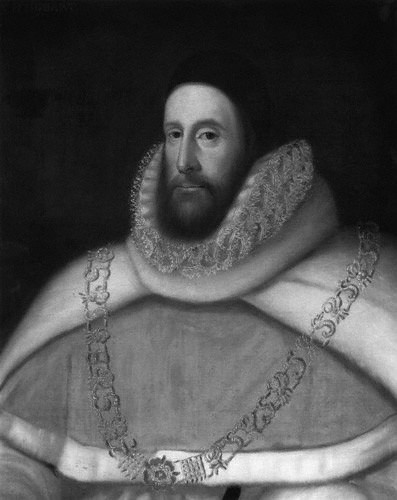
Henry Hobart, Bt.

Entre 1588 et 1589, il est député de St Ives, de Great Yarmouth en 1597 et de 1601, et de Norwich de 1604 à 1611. Intendant de Norwich en 1595, il est nommé sergent de 1603 à 1606, puis procureur de la Cour des arrondissements en 1605 et procureur général 1606 à 1613, tandis que Bacon est procureur général. Alors qu'ils occupent ce poste, ils plaident en faveur de l'affaire Calvin, par laquelle les droits des Anglais ont été conférés aux écossais postnatis . De 1613 à 1625, ses capacités sont encore reconnues et il est promu juge en chef de la Cour des plaids communs. Hobart est fait chevalier en 1603 et est créé baronnet de Intwood dans le comté de Norfolk le 11 mai 1611. Il est respecté pour ses connaissances et sa sophistication en matière de gestion de succession. Il acquiert de grandes propriétés dans le Norfolk, notamment les domaines d’Intwood en 1596 et de Blickling en 1616, où il est enterré le 4 janvier 1625. 

## Famille
Le 21 avril 1590, il épouse Dorothy Bell, fille de Robert Bell, à Blickling, dans le Norfolk. Ils ont douze fils, dont John Hobart, et Robert Hobart ainsi que quatre filles.